# Середній Кожимвож
Середній Кожимво́ж (рос. Средний Кожымвож) — річка в Республіці Комі, Росія, права притока річки Кожим'ю, лівої притоки річки Ілич, правої притоки річки Печора. Протікає територією Вуктильського міського округу та Троїцько-Печорського району.
Річка починається на території Вуктильського міського округу, протікає на північний захід, південний захід, захід та південний захід. Середня та нижня течії знаходяться на території Троїцько-Печорського району.